# XXXO
XXXO è un singolo della cantante inglese M.I.A., pubblicato nel 2010 ed estratto dal suo terzo album in studio Maya.

## Tracce
Download digitale
1. XXXO (Album Version) – 2:58

12" (UK)
1. XXXO – 2:58
2. XXXO (Riton ReRub) – 3:48
3. XXXO (SBTRKT Remix) – 3:33
4. XXXO (Blaqstarr Dirty Mix) – 3:03